# Schloss Prohlis

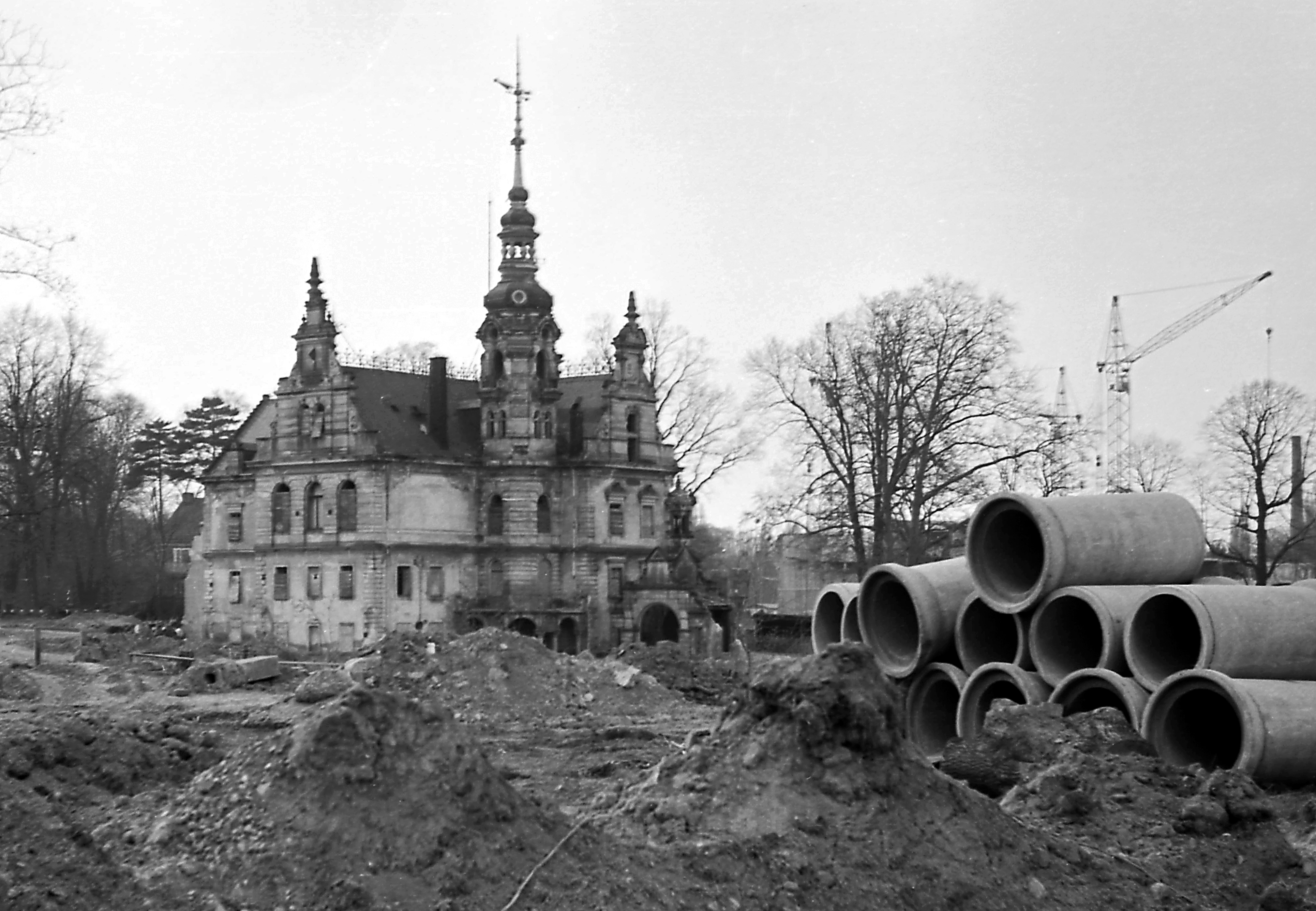
Prohliser Schlößchen 1978

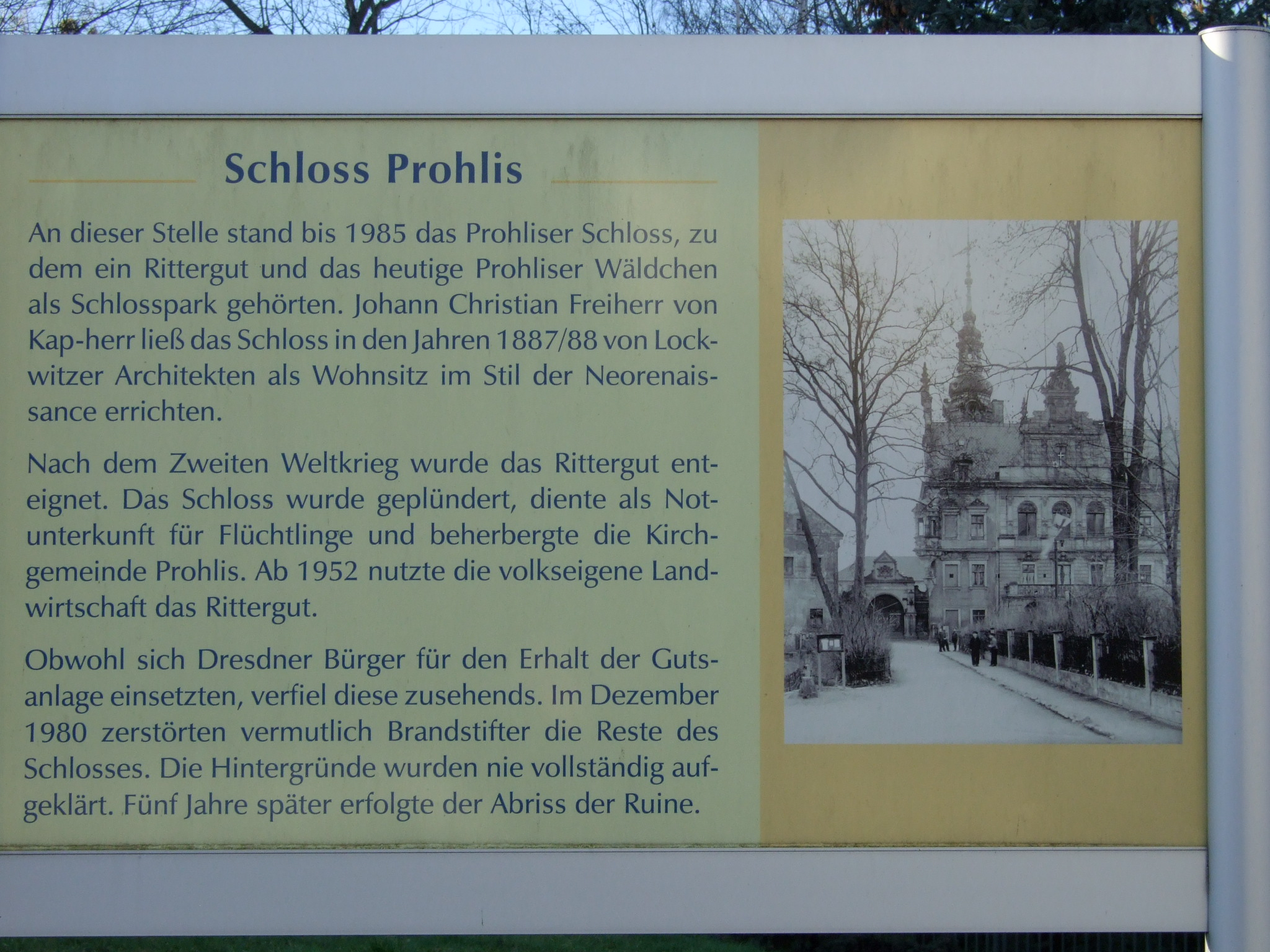
Erinnerung an das Prohliser Schloss

Das Schloss Prohlis war ein 1887/88 als Umbau aus einem Gehöft entstandenes Schloss im Dresdner Stadtteil Prohlis. Es wurde 1985 abgerissen, nachdem es 1980 bei einem Feuer stark beschädigt worden war.

## Geschichte
Johann Christian von Kap-herr kaufte 1868 den Hof Hänichen. Während langjähriger Umbauten auf dem weitläufigen Gut entstand 1887/88 das Hauptgebäude im Neorenaissance-Stil nach den Plänen von Kirsten und Kreyhsig, Schüler von Semper. Durch Ankauf des Hofes, in dem Johann George Palitzsch gelebt hatte, vergrößerte sich 1884 der Grundbesitz auf 63 Hektar. Inmitten der 1920er Jahre verblieben dem Schlossherrn Paul Gottschald Freiherr von Kapp-herr nach dem Landwirtschaftlichen Adressbuch des Freistaates Sachsen noch amtliche 28 ha Land. Das kleine Gut war damals an W. Loren verpachtet. Mitinhaber war später auch Johann von Kapp-herr (1872–1954), Oberstleutnant a. D. und bis 1938 ehemals Rechtsritter des Johanniterordens. Die Adelsfamilie pflegte auch eine kleine Kunstsammlung und zeigte Interesse an Genealogie und Heraldik.
1945 besetzte die Rote Armee das Gelände, im Folgejahr wurden unter anderem Ausgebombte einquartiert. 1947 wurde das Hauptgebäude an die Kirchgemeinde Leubnitz-Neuostra verpachtet, die es für ihre Prohliser und Reicker Mitglieder nutzte.
1948 starb Viktor von Kap-herr in Prohlis, geboren auf Prohlis 1871. Er hatte die Sowjetische Besatzungszone nicht verlassen.
1952 übernahm die Stadt Dresden das Schlossareal treuhänderisch. Ab 1954 wurde das Gelände als VEG zur Schweine- und Rinderhaltung genutzt.
1978 erfolgte die baupolizeiliche Sperrung des Hauptgebäudes, das bis dahin von der nun selbständigen Kirchgemeinde Prohlis (mit Reick und Torna) genutzt wurde. Zwei Jahre später brannte das Hauptgebäude, welches als Kulturzentrum erhalten werden sollte, aus.
Die Nebengebäude waren bereits dem noch heute so genannten Neubaugebiet gewichen. Durch dessen Bau in den 1970er Jahren hat das damals relativ kleine, dörfliche Prohlis den Charakter und seine Bewohner ausgetauscht. Neben dem Hof, in dem sich heute u. a. das Palitzsch-Museum samt Denkmal befindet und deshalb heute Palitzsch-Hof heißt, ist das Schloss noch im kollektiven Gedächtnis der Neu-Prohliser erhalten, da es erst 1985 endgültig abgerissen wurde. Zwischenzeitlich war daneben die Kirche entstanden.
1990 wurde die Erbengemeinschaft Kap-herr wieder Besitzer des Geländes, auf dem seit 2007 eine Gedenktafel an die Vergangenheit erinnert.
Einige Fragmente des Schlosses sind erhalten und Teile der Sammlung des Palitzsch-Museums. Der Kronleuchter aus dem kirchlich genutzten Saal hängt seit 1984 in der Kirche St. Bartholomäus im Ortsteil Röhrsdorf von Klipphausen bei Meißen.